# Cheremísinovo
Cheremísinovo (ruso: Череми́синово) es un asentamiento de tipo urbano de Rusia, capital del raión homónimo en la óblast de Kursk.
En 2021, el asentamiento tenía una población de 3367 habitantes. En su territorio no hay pedanías.
Se ubica unos 20 km al este de Shchigrý, sobre la carretera que lleva a Kshenski y Kastórnoye.

## Historia
Fue fundado en 1894 como un poblado ferroviario, al abrirse aquí una estación llamada "Lipovskaya" (Липовская) en la línea de ferrocarril de Kursk a Vorónezh. En 1904, la estación y el poblado adoptaron su actual topónimo en referencia al terrateniente de la zona, Yefim Cheremísinov, quien desarrolló la estación con el envío de diversas mercancías. En 1928, al definirse el mapa de raiones de la óblast de Chernozem Central, la Unión Soviética dio a Cheremísinovo el estatus de capital distrital y el de asentamiento de tipo urbano. En la época de la disolución de la Unión Soviética, el asentamiento llegó a tener casi cinco mil habitantes.